# Savage Grace (gruppo musicale)
I Savage Grace furono un gruppo musicale heavy metal statunitense formatosi a Los Angeles nel 1981.

## Storia del gruppo

### Gli esordi e il primo album
Inizialmente utilizzarono il nome Maquis De Sade, ma con questo nome non incisero alcun materiale.
Nel primo periodo proposero uno stile maggiormente orientato allo speed metal per poi indirizzarsi verso il power metal americano.
La formazione, composta dal cantante Dwight Cliff, dal chitarrista Christian Logue, dal bassista Brian East e dal batterista Dan Finch, nel 1982 registrò il primo demo contenente anche la canzone Scepters of Deceit che lo stesso anno venne pubblicata sulla compilation Metal Massacre, Vol II della Metal Blade.
Nel 1983 realizzarono il loro primo EP intitolato The Dominatress che venne registrato con il cantante John Birk e, in quest'unica occasione, con l'aggiunta del chitarrista Kenny Powell (in seguito negli Omen).
Dopo la pubblicazione di un altro demo nel 1984, la band registrò il primo full-length intitolato Master of Disguise che uscì nel 1985 e vide la partecipazione del cantante Michael Smith e del chitarrista Mark Marshal proveniente dagli Agent Steel.

### Il secondo disco e lo scioglimento
Il secondo album in studio venne registrato con Mark Marcum che sostituì Finch, inoltre Christian Logue si occupò anche delle parti vocali.
Il disco, come il precedente, venne pubblicato dall'etichetta Black Dragon Records col titolo di After the Fall from Grace e si discostò leggermente dai precedenti abbandonando in parte le coordinate speed metal derivanti dalla NWOBHM.
In seguito partirono per un tour europeo al termine del quale il bassista Derek Peace subentrò a Brian East..
Nel 1987 incisero il loro secondo EP Ride into the Night che include anche la cover di Burn dei Deep Purple.
Conseguentemente si esibirono in una serie di concerti negli Stati Uniti assieme ai Motörhead in seguito al quale Peace lasciò la band. Nel 1989 il gruppo si trasferì a New York ma non riuscendo più a trovare il giusto amalgama, dopo tre anni tornò a Los Angeles dove si sciolse.
Nel 2009 Logue assieme a nuovi musicisti decise di riformare la band che però si esibì soltanto in alcune date dal vivo fino al 2010.

## Formazione

### Ultima
- Chris Logue – voce (1986-1992, 2009-2010), chitarra (1981-1992)
- Eric "Kalli" Kaldschmidt – chitarra (2009-2010)
- Roger Dequis – chitarra (2009-2010)
- Mario Lang – basso (2009-2010)
- Andreas Neuderth – batteria (2009-2010)

### Ex componenti
- Dwight Cliff – voce (1981-1982, 1984)
- John Birk – voce (1983)
- Mike Smith – voce (1985)
- Kenny Powell – chitarra (1983)
- Mark Marshall – chitarra (1985)
- Brian East – basso (1981-1986)
- Derek Peace – basso (1987-1989)
- Dan Finch – batteria (1981-1985)
- Mark Marcum – batteria (1986-1989)

## Discografia

### Album in studio
- 1985 - Master of Disguise
- 1986 - After the Fall from Grace

### EP
- 1983 - The Dominatress (EP)
- 1987 - Ride into the Night (EP)

### Demo
- 1982 - Demo 1982
- 1984 - Demo 1984